# التهاب الجلد بسبب البروجسترون الذاتي
التهاب الجلد الذاتي بسبب البروجسترون (بالإنجليزي:Autoimmune progesterone dermatitis)هو مرض نادر للغاية أصيب به تقريبا 50 فردا.

## أعراضه
في المراحل الأولى من المرض يشعر المريض بحرقة في العين ومع تقدم المرض يبدأ ظهور الطفح الجلدي على شكل حبيبات شروية أو غيرات عميقة أو خراج حطاطي حويصلي أو آفات هدفية الشكل أوطفح اكزيمي 
في حال كان المصاب أنثى فإنه يكون هناك تحسن نسبى واستقرار لحالتها خلال الدورة الشهرية وذلك لتوازن مستويات البروجسترون